# (6030) Zolensky
(6030) Zolensky es un asteroide perteneciente al cinturón de asteroides, región del sistema solar que se encuentra entre las órbitas de Marte y Júpiter, descubierto la tarde del 7 de marzo de 1981 por Schelte John Bus desde el Observatorio de Siding Spring, Nueva Gales del Sur, Australia.

## Designación y nombre
Designado provisionalmente como 1981 EG36 . Fue nombrado Zolensky en homenaje a Michael Zolensky, que como investigador de polvo interplanetario en el Centro Espacial Johnson de la NASA, ha estado a la vanguardia de la comprensión del origen de las partículas de polvo interplanetario y su relación con las condritas carbonosas y los procesos que las formaron en cometas y planetas menores.

## Características orbitales
Zolensky está situado a una distancia media del Sol de 3,153 ua, pudiendo alejarse hasta 3,351 ua y acercarse hasta 2,956 ua. Su excentricidad es 0,062 y la inclinación orbital 5,319 grados. Emplea 2045,62 días en completar una órbita alrededor del Sol.

## Características físicas
La magnitud absoluta de Zolensky es 12,6. Tiene 9,287 km de diámetro y su albedo se estima en 0,205. 